# Maps.me
Maps.me (antes MapsWithMe) es una aplicación para móviles de código abierto para Android, iOS y Blackberry que proporciona mapas descargados de OpenStreetMap. Fue desarrollada por Yuri Melnichek en 2011. Desde noviembre de 2014, tras la adquisición por Mail.ru Group, forma parte de la marca My.com. 
Inicialmente la aplicación fue de pago con una versión gratuita con limitaciones. En septiembre de 2015 se liberó el código fuente de la aplicación.

## Características
Características de Maps.me:
- Datos locales (bajo una compresión propia)[3]
- Soporte GPS para navegación local
- Búsqueda local por nombre, dirección, categoría (incluido emojis),[4] código postal y coordenadas
- Calculador de rutas para coches, bicicletas y a pie sin conexión a Internet[5]
- Asistencia de voz (sólo sintetizada)[6]
- Visor de puntos de interés, con horarios de apertura, teléfono, artículo de Wikipedia y otros servicios[1][7]
- Integración con Booking.com para PDI de hoteles[8]
- Editor de puntos de interés, los cambios son reflejados en el sitio web de Openstreetmap[1][9]
- Marcadores con pines de diversos colores
- Importación de los marcadores en KML
- Vista 3D con edificios[10]
- Modo nocturno[11]
- Seguimiento de ruta con zum y orientación automáticos[10]
- Compartir ubicación

## Desarrollo
La aplicación era inicialmente desarrollada por la empresa en Zúrich MapsWithMe GmbH con una oficina de desarrollo en Minsk.
En 2012 MapsWithMe quedó primero en la competición Startup Monthly en Vilna. El equipo ganó como premio el poder visitar durante nueve semanas Silicon Valley.
En noviembre de 2014 Maps.me fue adquirida por Mail.ru Group para ser integrada en My.com. En ello la aplicación dejó de ser de pago. El equipo de ingeniería fue reubicado en las oficinas de Mail.ru en Moscú para continuar el proyecto. En febrero de 2015 la aplicación fue descargada 14 millones de veces, la mayoría provenientes de Rusia.
En febrero de 2016 el mentor Yuri Gursky fue elegido vicepresidente del conglomerado. En julio del mismo año el fundador de Maps.me Yury Melnichek deja de liderar el proyecto por motivos personales.
En abril de 2016 se lanzó un concurso para cambiar el logo de la aplicación.

## Fuente de datos y tecnologías
Los datos de Maps.me provienen de OpenStreetMap, un servicio de cartografía abierta conocida por ser la "Wikipedia de los mapas". En total la aplicación cubre 345 países.
Las tecnologías usadas en la aplicación son:
- C++
- Objective-C
- Java
- Android NDK
- Qt
- OpenGL ES

## API
MAPS.ME proporciona un API libre a desarrolladores para usos comerciales y domésticos.

## YotaPhone
En 2013 los desarrolladores de YotaPhone, un teléfono inteligente ruso con 2 pantallas (LCD y tinta electrónica en sus dos lados), pidieron a MapsWithMe desarrollar una versión de la aplicación especialmente para el e-exhibición de tinta del dispositivo. MapsWithMe liberó una versión especial de la aplicación optimizada para ambos color y e-pantallas de tinta del teléfono inteligente.